# Renzo Palmer
Renzo Palmer, właśc. Lorenzo Bigatti (ur. 20 grudnia 1930 w Mediolanie, zm. 3 czerwca 1988 tamże) – włoski aktor filmowy, telewizyjny, teatralny i głosowy oraz prezenter telewizyjny.

## Życiorys
Urodzony w Mediolanie jako Lorenzo Bigatti, Palmer był adoptowanym synem aktorki teatralnej Kiki Palmer, po której odziedziczył pseudonim sceniczny. W 1955 roku zadebiutował w radiu po tym, jak został zauważony na przesłuchaniu dla śpiewaków i przez dwa lata pracował w firmie prozatorskiej „Radio Roma”.
W 1957 roku zadebiutował na scenie Piccolo w Mediolanie w rewii I pallinisti, po której wkrótce pojawiły się L’anfitrione i La locandiera. W tym samym roku miał również debiut telewizyjny w adaptacji Skąpca reżyserii Vittorio Cottafaviego.
Przez kilka lat prowadził program Rai Oggi le comiche, nadawany w porze lunchu w soboty, co przysporzyło mu popularności, w tym wśród najmłodszych. Nigdy jednak nie porzucił medium, w którym debiutował artystycznie, biorąc udział przez lata w licznych audycjach radiowych, zwłaszcza rozrywkowych. Palmer był także kilkakrotnie prezenterem radiowym: między innymi w 1970 i 1972 był przed mikrofonami Voi e io, popularnej porannej audycji Rai 1, w 1978 zastąpił Arnoldo Foà jako gospodarz radiowego teleturnieju Il gambero, natomiast w 1984 prezentował, wraz z Patrizią Terreno, Dalla A alla Z, „słowniki sytuacji i uczuć” Ermanno Anfossiego.
W 1983 roku dla telewizji Palmer był gospodarzem, wspierany przez Antonellę Consorti, pierwszy sezon policyjnego teleturnieju Giallo sera, który odniósł wielki sukces wśród publiczności.
Był także uznanym aktorem głosowym. Dla telewizji dubbingował niektóre postacie z kreskówek, takie jak Pies Huckleberry i Snagglepuss. Jako aktor dubbingowy użyczał głosu Oliverowi Reedowi.
Zmarł 3 czerwca 1988 roku na raka; został pochowany na Cimitero Monumentale w Mediolanie.

## Filmografia

### Kino
- 1959: Zimowe wakacje – Gianni (głos)
- 1960: Un dollaro di fifa – Smile
- 1960: Chi si ferma è perduto – Cavicchioni
- 1961: Pugni pupe e marinai – Marco Pennacchiotti
- 1961: Syn marnotrawny
- 1961: Totòtruffa ’62 – Baldassarre
- 1961: Il federale – partyzant Taddei
- 1961: Martwa planeta – Barrington
- 1962: Escapade in Florence – karabinier
- 1963: Il figlio del circo – pianista Paper
- 1963: D’Artagnan contro i 3 moschettieri
- 1963: Obiettivo ragazze – sierż. Carlo Cerutti
- 1963: Gniew Herkulesa – Penteusz (głos)
- 1963: Il vendicatore mascherato – Marco Donato (głos)
- 1964: La ragazza in prestito
- 1964: Frenesia dell’estate – Sando
- 1964: Jedź i zabijaj – pastor Andrews
- 1964: Wizyta starszej pani – konduktor
- 1965: Siedmiu w blasku złota – celnik
- 1965: Con rispetto parlando
- 1966: Europa canta – szeryf Toro
- 1966: Il ladro della Gioconda – złodziej #1
- 1967: Diabolik –
  - minister spraw wewnętrznych / finansów (głos),
  - nowy minister spraw wewnętrznych
- 1967: Tre notti violente – komisarz
- 1968: Trzy kroki w szaleństwo – ksiądz (segment „William Wilson”)
- 1968: House of Cards – Pietro Rossi
- 1968: Dobranoc, signora Campbell – burmistrz
- 1968: Ammazzali tutti e torna solo – kpt. Lynch (głos)
- 1969: Bitwa o El Alamein – włoski kapral (głos)
- 1969: Detektyw – kom. Baldo
- 1969: La battaglia d’Inghilterra – sierż Donald Mulligan
- 1972: Lubieżnik – ojciec Lucion
- 1972: Tedeum – Rags Manure
- 1973: Masakra w Rzymie – Giorgio
- 1973: Rugantino – kard. Severini
- 1974: Nipoti mieli diletti – Menico
- 1974: Uliczne prawo – komisarz policji
- 1975: Śmierć sędziego – Vincenzo Terrasini
- 1975: Zanna Bianca alla ricossa – sierżant
- 1975: Vai gorilla – Gaetano Sampioni
- 1976: Il soldato di ventura – Fra’ Ludovico da Rieti
- 1976: La legge violenta della squadra anticrimine – Maselli
- 1976: Il grande racket – Luigi Giulti
- 1976: Skrzyżowanie Kassandra – bileter na stacji
- 1977: Il cinico, l’infame, il violento – kom. Antonio Astalli
- 1977: Il monstro – Baruffi
- 1977: Do widzenia i amen – Parenti
- 1979: Mani di velluto – kardynał wujek
- 1981: La dottoressa preferisce i marinai – niedoszły samobójca
- 1987: Rodzina – wujek Nicola

### Telewizja
- 1957: Skąpiec – Jakub
- 1958: La spada di Damocle – Dario Dari
- 1959: I masnadieri – Schweizer
- 1965: Il potere e la gloria
- 1968: Non cantare, spara – ojciec Abraham Dogherty
- 1973: Tre camerati di Erich Maria Remarque
- 1968–1977: Oggi le comiche
- 1969–1971: Nero Wolfe – insp. Cramer (odc. 1-2, 4-6, 8)
- 1971: Riuscirà il cav. papà Ubu? –
  - król Ubu,
  - car Aleksy
- 1973: Tre camerati – Otto Köster
- 1973: Napoleon a Sant’Elena – Napoleon Bonaparte
- 1974: L’assassinio dei fratelli Rosselli – Carlo Rosselli
- 1977: Ligabue – Barbiere
- 1978: Il furto della Gioconda – kom. Lépine
- 1978: Il balordo – narrator (głos)
- 1984: I racconti del maresciallo – Giaccheri (odc. 4)
- 1988: Cuore di mamma – Pietro

## Włoski dubbing
- 1961: The Singer Not the Song – Anacleto Comachi
- 1962-1975: Pies Huckleberry (pierwsza wersja dubbingowa) – Pies Huckleberry
- 1963: Młodszy Ferchaut – Michel Maudet
- 1964: Snagglepuss (pierwsza wersja dubbingowa) – Snagglepuss
- 1964: Upadek Cesarstwa Rzymskiego – Kommodus
- 1965: Świat cyrku – Steve McCabe
- 1965: The High Bright Sun – mjr. McGuirew
- 1965: Teczka Ipcress – Harry Palmer
- 1965: Przygody Robinsona Crusoe – Robinson „Robby” Crusoe
- 1967: The Fast Lady jako Murdoch Troon
- 1967: Hotel – Peter McDermott
- 1970: Kwiat kaktusa – dr Julian Winston
- 1970: Tora! Tora! Tora! – komandor Minoru Genda
- 1971: Producenci – Max Bialystock
- 1971: Cromwell – Oliver Cromwell
- 1971: Diabły – Urbano Grandier
- 1971: Skok anioła – Diego Alvarez
- 1971: Samuraj i kowboje – Link
- 1971: Człowiek w dziczy – Zachary Bass
- 1972: Prawo do życia, prawo do śmierci – mjr Ward
- 1974: Dajcie mi głowę Alfredo Garcii – Bennie
- 1976: Spalone ofiary – Ben Rolf
- 1976: Yakuza – Harry Kilmer
- 1976: Ostatni z wielkich – Rodriguez
- 1978: Wielki sen – Eddie Mars
- 1978: Eight is Enough – Thomas „Tom” Bradford Sr.
- 1979: Ucieczka na Atenę – Zeno
- 1980: F Troop – kapral Randolph Agarn
- 1980: Potomtwo – dr Hal Raglan
- 1986: Misja – kard. Altamirano
- 1987: Amerykańska opowieść – Tate